# Karl Wilhelm von Kupffer
Karl Wilhelm von Kupffer, född 14 november 1829 i Lestene, Kurland, död 16 december 1902 i München, var en tysk anatom.
Kupffer blev prosektor och e.o. professor i anatomi i Dorpat 1858, professor 1866 i Kiel, 1876 i Königsberg och 1880 i München. Han utvecklade en utomordentligt rik verksamhet på den jämförande ryggradsdjursanatomins och -embryologins olika gebit och verkade även på antropologins och hydrografins områden.

## Utmärkelser
- Maximiliansorden för konst och vetenskap,  1898

[Redigera Wikidata]